# Preparatius per estar junts un període de temps desconegut
Preparatius per estar junts un període de temps desconegut (hongarès: Felkészülés meghatározatlan ideig tartó együttlétre) és una pel·lícula dramàtica hongaresa del 2020 dirigida per Lili Horvát. La pel·lícula tracta d'una metgessa que abandona la seva vida als Estats Units per tornar a casa a Budapest després d'enamorar-se d'un altre metge, però ell assegura que no l'ha conegut mai. Va ser seleccionada com a candidata hongaresa al premi a la millor pel·lícula internacional a la 93ns premis Oscar, però no va ser nominada. S'ha doblat i subtitulat al català.